# Erik Magnusson
Pour les articles homonymes, voir Magnusson.
Erik Magnusson (1282- mort en février 1318) est un prince suédois, duc de Södermanland (titré aussi duc de Svealand, de Värmland, duc de Västergötland, de Dalsland et d'Halland du Nord (sv)).

## Biographie
Second fils du roi Magnus III de Suède. Frère du roi Birger de Suède, il est fait duc de duc de Södermanland.
Après 1300, les relations entre le roi soutenu par Torgils Knutsson et ses deux frères cadets Erik Magnusson duc de Södermanland et Valdemar Magnusson duc de Finlande se détériorent rapidement. En décembre 1305, les ducs obtiennent du roi l’arrestation de Torgils Knutsson qui est exécuté au début de l’année suivante. La même année, les ducs capturent par trahison le roi à Håtuna dans l’Uppland et l’emprisonnent dans le château de Nyköping.
Cette trahison entraîne une intervention d’Eric VI de Danemark et d’Håkon V de Norvège qui obligent les ducs à libérer leur prisonnier en 1308 mais le roi doit prêter un serment qui l’oblige à ne pas chercher à se venger et qu'il ne respecte pas. Il s’enfuit au Danemark et revient avec une troupe. La guerre civile dure deux ans (1308-1310) et le roi Birger est obligé de partager le royaume avec les ducs le 20 juillet 1310 après la paix de Helsingborg. Birger conserve l'est du royaume et ses deux frères l'ouest, mais avec une bonne partie de l'Uppland, la Finlande fief de Valdemar Magnusson et les forteresses de Kalmar, Borgholm en Öland et Stockholm.
Le 29 septembre 1312, Erik Magnusson épouse l'héritière du trône de Norvège Ingeborg Hakonsdatter, la fille du roi Håkon V de Norvège qui lui avait été initialement promise en 1302 avant qu'elle ne soit fiancée entre 1308 et 1312 au gré des alliances avec son neveu Magnus Birgersson.
Le roi Birger finit par éliminer ses deux frères. La nuit du 10 et le 11 décembre 1317, il fait arrêter les deux ducs lors d’un repas de fêtes, épisode connu dans l'historiographie suédoise sous le nom de « Banquet de Nyköping » (suédois : Nyköpings gästabud), et il les fait emprisonner au château de la ville où il les laisse mourir de faim et de soif au début de l’année suivante.
Ce crime atroce entraîne une révolte générale des partisans des ducs qui se solde par l'expulsion de Birger de Suède, l'exécution de son fils Magnus Birgersson et la désignation comme nouveau roi de Suède en 1319 du jeune fils d'Eric Magnusson : Magnus IV de Suède.
Le duc Erik est le héros principal d'une chronique rimée et rédigée en vieux suédois dans la première moitié du XIVe siècle : l'« Erikskrönika ».

## Union et postérité
Avec Ingeborg Hakonsdatter, la fille du roi Håkon V de Norvège épousée en 1312, il a deux enfants :
- Magnus, né en 1316, futur roi de Norvège et de Suède sous les noms de Magnus IV de Suède et de Magnus VII de Norvège, père d'Eric XII de Suède et de Håkon VI de Norvège et de Suède, ce dernier étant le mari de Marguerite de Danemark (initiatrice de l'union de Kalmar en 1389/1397) et le père d'Olav IV de Norvège-Oluf II de Danemark (numéroté « IV » en Norvège avec ambiguïté : cf. Olav IV).
- Euphémia de Suède (1317-vers 1370), épouse en 1336 du duc Albert II de Mecklembourg (1345-1379 ; fils d'Henri II de Mecklembourg et descendant d'Henri de Mecklembourg et Christine (de Suède ?) ; ils seront les parents de :
  - Henri III de Mecklembourg (né vers 1337/1338-1383), co-duc de Mecklembourg-Schwerin. Par sa fille cadette Marie de Mecklembourg, il est le grand-père du futur roi de Suède et de Danemark Éric de Poméranie dit « Erik XIII de Suède », et l'arrière-grand-père du roi Christophe ;
  - Albert de Mecklembourg (né vers 1338/1340-1412), roi de Suède et duc Albert III de Mecklembourg ;
  - Magnus Ier de Mecklembourg (né vers 1345-1385), co-duc de Mecklembourg-Schwerin : d'où la suite des ducs de Mecklembourg ;
  - Ingeborg de Mecklembourg (fl. 1340-1395), épouse le duc Louis VI de Bavière (sans postérité), puis le comte Henri II de Holstein : Parents de Gerhard VI de Holstein-Slesvig, lui-même père de Hedwige d'Holstein (en), épouse de Thierry d'Oldenbourg et mère du roi Christian Ier (1426-1481) qui fut à partir de 1448/1450/1457 la souche des rois de Danemark, de Norvège et de Suède de la maison d'Oldenbourg ;
  - Anne (morte en 1415), épouse le comte Adolphe IX de Holstein-Plön.

## Généalogie
| Birger Jarl (1210-1266)          | Birger Jarl (1210-1266)          | Birger Jarl (1210-1266)          | Birger Jarl (1210-1266)          | Birger Jarl (1210-1266)          | Birger Jarl (1210-1266)          |  |  | Ingeborg de Suède (~1212-~1254) | Ingeborg de Suède (~1212-~1254) | Ingeborg de Suède (~1212-~1254) | Ingeborg de Suède (~1212-~1254) | Ingeborg de Suède (~1212-~1254) | Ingeborg de Suède (~1212-~1254) |  |  | Gérard Ier de Holstein-Itzehoe (~1232-1290) | Gérard Ier de Holstein-Itzehoe (~1232-1290) | Gérard Ier de Holstein-Itzehoe (~1232-1290) | Gérard Ier de Holstein-Itzehoe (~1232-1290) | Gérard Ier de Holstein-Itzehoe (~1232-1290) | Gérard Ier de Holstein-Itzehoe (~1232-1290) |  |  | Élisabeth de Mecklembourg (1235-1280) | Élisabeth de Mecklembourg (1235-1280) | Élisabeth de Mecklembourg (1235-1280) | Élisabeth de Mecklembourg (1235-1280) | Élisabeth de Mecklembourg (1235-1280) | Élisabeth de Mecklembourg (1235-1280) |  |  |                                |                                |                                |                                |                                |                                |  |  |                                   |                                   |                                   |                                   |                                   |                                   |  |  |                                 |                                 |                                 |                                 |                                 |                                 |  |  |                                                                    |                                                                    |                                                                    |                                                                    |                                                                    |                                                                    |  |  |                                             |                                             |                                             |                                             |                                             |                                             |
| Birger Jarl (1210-1266)          | Birger Jarl (1210-1266)          | Birger Jarl (1210-1266)          | Birger Jarl (1210-1266)          | Birger Jarl (1210-1266)          | Birger Jarl (1210-1266)          |  |  | Ingeborg de Suède (~1212-~1254) | Ingeborg de Suède (~1212-~1254) | Ingeborg de Suède (~1212-~1254) | Ingeborg de Suède (~1212-~1254) | Ingeborg de Suède (~1212-~1254) | Ingeborg de Suède (~1212-~1254) |  |  | Gérard Ier de Holstein-Itzehoe (~1232-1290) | Gérard Ier de Holstein-Itzehoe (~1232-1290) | Gérard Ier de Holstein-Itzehoe (~1232-1290) | Gérard Ier de Holstein-Itzehoe (~1232-1290) | Gérard Ier de Holstein-Itzehoe (~1232-1290) | Gérard Ier de Holstein-Itzehoe (~1232-1290) |  |  | Élisabeth de Mecklembourg (1235-1280) | Élisabeth de Mecklembourg (1235-1280) | Élisabeth de Mecklembourg (1235-1280) | Élisabeth de Mecklembourg (1235-1280) | Élisabeth de Mecklembourg (1235-1280) | Élisabeth de Mecklembourg (1235-1280) |  |  |                                |                                |                                |                                |                                |                                |  |  |                                   |                                   |                                   |                                   |                                   |                                   |  |  |                                 |                                 |                                 |                                 |                                 |                                 |  |  |                                                                    |                                                                    |                                                                    |                                                                    |                                                                    |                                                                    |  |  |                                             |                                             |                                             |                                             |                                             |                                             |
|                                  |                                  |                                  |                                  |                                  |                                  |  |  |                                 |                                 |                                 |                                 |                                 |                                 |  |  |                                             |                                             |                                             |                                             |                                             |                                             |  |  |                                       |                                       |                                       |                                       |                                       |                                       |  |  |                                |                                |                                |                                |                                |                                |  |  |                                   |                                   |                                   |                                   |                                   |                                   |  |  |                                 |                                 |                                 |                                 |                                 |                                 |  |  |                                                                    |                                                                    |                                                                    |                                                                    |                                                                    |                                                                    |  |  |                                             |                                             |                                             |                                             |                                             |                                             |
|                                  |                                  |                                  |                                  |                                  |                                  |  |  |                                 |                                 |                                 |                                 |                                 |                                 |  |  |                                             |                                             |                                             |                                             |                                             |                                             |  |  |                                       |                                       |                                       |                                       |                                       |                                       |  |  |                                |                                |                                |                                |                                |                                |  |  |                                   |                                   |                                   |                                   |                                   |                                   |  |  |                                 |                                 |                                 |                                 |                                 |                                 |  |  |                                                                    |                                                                    |                                                                    |                                                                    |                                                                    |                                                                    |  |  |                                             |                                             |                                             |                                             |                                             |                                             |
|                                  |                                  |                                  |                                  |                                  |                                  |  |  |                                 |                                 |                                 |                                 |                                 |                                 |  |  |                                             |                                             |                                             |                                             |                                             |                                             |  |  |                                       |                                       |                                       |                                       |                                       |                                       |  |  |                                |                                |                                |                                |                                |                                |  |  |                                   |                                   |                                   |                                   |                                   |                                   |  |  |                                 |                                 |                                 |                                 |                                 |                                 |  |  |                                                                    |                                                                    |                                                                    |                                                                    |                                                                    |                                                                    |  |  |                                             |                                             |                                             |                                             |                                             |                                             |
| Magnus III de Suède (~1240-1290) | Magnus III de Suède (~1240-1290) | Magnus III de Suède (~1240-1290) | Magnus III de Suède (~1240-1290) | Magnus III de Suède (~1240-1290) | Magnus III de Suède (~1240-1290) |  |  | Helwig de Holstein (~1254-1324) | Helwig de Holstein (~1254-1324) | Helwig de Holstein (~1254-1324) | Helwig de Holstein (~1254-1324) | Helwig de Holstein (~1254-1324) | Helwig de Holstein (~1254-1324) |  |  | Éric V de Danemark (1249-1286)              | Éric V de Danemark (1249-1286)              | Éric V de Danemark (1249-1286)              | Éric V de Danemark (1249-1286)              | Éric V de Danemark (1249-1286)              | Éric V de Danemark (1249-1286)              |  |  | Agnès de Brandebourg (1257-1304)      | Agnès de Brandebourg (1257-1304)      | Agnès de Brandebourg (1257-1304)      | Agnès de Brandebourg (1257-1304)      | Agnès de Brandebourg (1257-1304)      | Agnès de Brandebourg (1257-1304)      |  |  | Håkon V de Norvège (1270-1319) | Håkon V de Norvège (1270-1319) | Håkon V de Norvège (1270-1319) | Håkon V de Norvège (1270-1319) | Håkon V de Norvège (1270-1319) | Håkon V de Norvège (1270-1319) |  |  | Euphémie de Rügen (~1289-1312)    | Euphémie de Rügen (~1289-1312)    | Euphémie de Rügen (~1289-1312)    | Euphémie de Rügen (~1289-1312)    | Euphémie de Rügen (~1289-1312)    | Euphémie de Rügen (~1289-1312)    |  |  | Torgils Knutsson (?-1306)       | Torgils Knutsson (?-1306)       | Torgils Knutsson (?-1306)       | Torgils Knutsson (?-1306)       | Torgils Knutsson (?-1306)       | Torgils Knutsson (?-1306)       |  |  | Éric II de Norvège (1268-1299)                                     | Éric II de Norvège (1268-1299)                                     | Éric II de Norvège (1268-1299)                                     | Éric II de Norvège (1268-1299)                                     | Éric II de Norvège (1268-1299)                                     | Éric II de Norvège (1268-1299)                                     |  |  | Isabel Bruce (~1272–1358)                   | Isabel Bruce (~1272–1358)                   | Isabel Bruce (~1272–1358)                   | Isabel Bruce (~1272–1358)                   | Isabel Bruce (~1272–1358)                   | Isabel Bruce (~1272–1358)                   |
| Magnus III de Suède (~1240-1290) | Magnus III de Suède (~1240-1290) | Magnus III de Suède (~1240-1290) | Magnus III de Suède (~1240-1290) | Magnus III de Suède (~1240-1290) | Magnus III de Suède (~1240-1290) |  |  | Helwig de Holstein (~1254-1324) | Helwig de Holstein (~1254-1324) | Helwig de Holstein (~1254-1324) | Helwig de Holstein (~1254-1324) | Helwig de Holstein (~1254-1324) | Helwig de Holstein (~1254-1324) |  |  | Éric V de Danemark (1249-1286)              | Éric V de Danemark (1249-1286)              | Éric V de Danemark (1249-1286)              | Éric V de Danemark (1249-1286)              | Éric V de Danemark (1249-1286)              | Éric V de Danemark (1249-1286)              |  |  | Agnès de Brandebourg (1257-1304)      | Agnès de Brandebourg (1257-1304)      | Agnès de Brandebourg (1257-1304)      | Agnès de Brandebourg (1257-1304)      | Agnès de Brandebourg (1257-1304)      | Agnès de Brandebourg (1257-1304)      |  |  | Håkon V de Norvège (1270-1319) | Håkon V de Norvège (1270-1319) | Håkon V de Norvège (1270-1319) | Håkon V de Norvège (1270-1319) | Håkon V de Norvège (1270-1319) | Håkon V de Norvège (1270-1319) |  |  | Euphémie de Rügen (~1289-1312)    | Euphémie de Rügen (~1289-1312)    | Euphémie de Rügen (~1289-1312)    | Euphémie de Rügen (~1289-1312)    | Euphémie de Rügen (~1289-1312)    | Euphémie de Rügen (~1289-1312)    |  |  | Torgils Knutsson (?-1306)       | Torgils Knutsson (?-1306)       | Torgils Knutsson (?-1306)       | Torgils Knutsson (?-1306)       | Torgils Knutsson (?-1306)       | Torgils Knutsson (?-1306)       |  |  | Éric II de Norvège (1268-1299)                                     | Éric II de Norvège (1268-1299)                                     | Éric II de Norvège (1268-1299)                                     | Éric II de Norvège (1268-1299)                                     | Éric II de Norvège (1268-1299)                                     | Éric II de Norvège (1268-1299)                                     |  |  | Isabel Bruce (~1272–1358)                   | Isabel Bruce (~1272–1358)                   | Isabel Bruce (~1272–1358)                   | Isabel Bruce (~1272–1358)                   | Isabel Bruce (~1272–1358)                   | Isabel Bruce (~1272–1358)                   |
|                                  |                                  |                                  |                                  |                                  |                                  |  |  |                                 |                                 |                                 |                                 |                                 |                                 |  |  |                                             |                                             |                                             |                                             |                                             |                                             |  |  |                                       |                                       |                                       |                                       |                                       |                                       |  |  |                                |                                |                                |                                |                                |                                |  |  |                                   |                                   |                                   |                                   |                                   |                                   |  |  |                                 |                                 |                                 |                                 |                                 |                                 |  |  |                                                                    |                                                                    |                                                                    |                                                                    |                                                                    |                                                                    |  |  |                                             |                                             |                                             |                                             |                                             |                                             |
|                                  |                                  |                                  |                                  |                                  |                                  |  |  |                                 |                                 |                                 |                                 |                                 |                                 |  |  |                                             |                                             |                                             |                                             |                                             |                                             |  |  |                                       |                                       |                                       |                                       |                                       |                                       |  |  |                                |                                |                                |                                |                                |                                |  |  |                                   |                                   |                                   |                                   |                                   |                                   |  |  |                                 |                                 |                                 |                                 |                                 |                                 |  |  |                                                                    |                                                                    |                                                                    |                                                                    |                                                                    |                                                                    |  |  |                                             |                                             |                                             |                                             |                                             |                                             |
|                                  |                                  |                                  |                                  |                                  |                                  |  |  |                                 |                                 |                                 |                                 |                                 |                                 |  |  |                                             |                                             |                                             |                                             |                                             |                                             |  |  |                                       |                                       |                                       |                                       |                                       |                                       |  |  |                                |                                |                                |                                |                                |                                |  |  |                                   |                                   |                                   |                                   |                                   |                                   |  |  |                                 |                                 |                                 |                                 |                                 |                                 |  |  |                                                                    |                                                                    |                                                                    |                                                                    |                                                                    |                                                                    |  |  |                                             |                                             |                                             |                                             |                                             |                                             |
|                                  |                                  |                                  |                                  |                                  |                                  |  |  |                                 |                                 |                                 |                                 |                                 |                                 |  |  |                                             |                                             |                                             |                                             |                                             |                                             |  |  |                                       |                                       |                                       |                                       |                                       |                                       |  |  |                                |                                |                                |                                |                                |                                |  |  |                                   |                                   |                                   |                                   |                                   |                                   |  |  |                                 |                                 |                                 |                                 |                                 |                                 |  |  |                                                                    |                                                                    |                                                                    |                                                                    |                                                                    |                                                                    |  |  |                                             |                                             |                                             |                                             |                                             |                                             |
| Ingeburg de Suède (1277-1319)    | Ingeburg de Suède (1277-1319)    | Ingeburg de Suède (1277-1319)    | Ingeburg de Suède (1277-1319)    | Ingeburg de Suède (1277-1319)    | Ingeburg de Suède (1277-1319)    |  |  | Éric VI de Danemark (1274-1319) | Éric VI de Danemark (1274-1319) | Éric VI de Danemark (1274-1319) | Éric VI de Danemark (1274-1319) | Éric VI de Danemark (1274-1319) | Éric VI de Danemark (1274-1319) |  |  | Birger Magnusson (1280-1318)                | Birger Magnusson (1280-1318)                | Birger Magnusson (1280-1318)                | Birger Magnusson (1280-1318)                | Birger Magnusson (1280-1318)                | Birger Magnusson (1280-1318)                |  |  | Marthe de Danemark (1277-1341)        | Marthe de Danemark (1277-1341)        | Marthe de Danemark (1277-1341)        | Marthe de Danemark (1277-1341)        | Marthe de Danemark (1277-1341)        | Marthe de Danemark (1277-1341)        |  |  | Erik Magnusson (1282-1318)     | Erik Magnusson (1282-1318)     | Erik Magnusson (1282-1318)     | Erik Magnusson (1282-1318)     | Erik Magnusson (1282-1318)     | Erik Magnusson (1282-1318)     |  |  | Ingeborg Hakonsdatter (1301-1361) | Ingeborg Hakonsdatter (1301-1361) | Ingeborg Hakonsdatter (1301-1361) | Ingeborg Hakonsdatter (1301-1361) | Ingeborg Hakonsdatter (1301-1361) | Ingeborg Hakonsdatter (1301-1361) |  |  | Valdemar Magnusson (~1285-1318) | Valdemar Magnusson (~1285-1318) | Valdemar Magnusson (~1285-1318) | Valdemar Magnusson (~1285-1318) | Valdemar Magnusson (~1285-1318) | Valdemar Magnusson (~1285-1318) |  |  | Kristina Torgilsdotter de 1302 à 1305 puis mariage annulé          | Kristina Torgilsdotter de 1302 à 1305 puis mariage annulé          | Kristina Torgilsdotter de 1302 à 1305 puis mariage annulé          | Kristina Torgilsdotter de 1302 à 1305 puis mariage annulé          | Kristina Torgilsdotter de 1302 à 1305 puis mariage annulé          | Kristina Torgilsdotter de 1302 à 1305 puis mariage annulé          |  |  | Rikissa Magnusdotter (sv) (~1285/1287-1348) | Rikissa Magnusdotter (sv) (~1285/1287-1348) | Rikissa Magnusdotter (sv) (~1285/1287-1348) | Rikissa Magnusdotter (sv) (~1285/1287-1348) | Rikissa Magnusdotter (sv) (~1285/1287-1348) | Rikissa Magnusdotter (sv) (~1285/1287-1348) |
| Ingeburg de Suède (1277-1319)    | Ingeburg de Suède (1277-1319)    | Ingeburg de Suède (1277-1319)    | Ingeburg de Suède (1277-1319)    | Ingeburg de Suède (1277-1319)    | Ingeburg de Suède (1277-1319)    |  |  | Éric VI de Danemark (1274-1319) | Éric VI de Danemark (1274-1319) | Éric VI de Danemark (1274-1319) | Éric VI de Danemark (1274-1319) | Éric VI de Danemark (1274-1319) | Éric VI de Danemark (1274-1319) |  |  | Birger Magnusson (1280-1318)                | Birger Magnusson (1280-1318)                | Birger Magnusson (1280-1318)                | Birger Magnusson (1280-1318)                | Birger Magnusson (1280-1318)                | Birger Magnusson (1280-1318)                |  |  | Marthe de Danemark (1277-1341)        | Marthe de Danemark (1277-1341)        | Marthe de Danemark (1277-1341)        | Marthe de Danemark (1277-1341)        | Marthe de Danemark (1277-1341)        | Marthe de Danemark (1277-1341)        |  |  | Erik Magnusson (1282-1318)     | Erik Magnusson (1282-1318)     | Erik Magnusson (1282-1318)     | Erik Magnusson (1282-1318)     | Erik Magnusson (1282-1318)     | Erik Magnusson (1282-1318)     |  |  | Ingeborg Hakonsdatter (1301-1361) | Ingeborg Hakonsdatter (1301-1361) | Ingeborg Hakonsdatter (1301-1361) | Ingeborg Hakonsdatter (1301-1361) | Ingeborg Hakonsdatter (1301-1361) | Ingeborg Hakonsdatter (1301-1361) |  |  | Valdemar Magnusson (~1285-1318) | Valdemar Magnusson (~1285-1318) | Valdemar Magnusson (~1285-1318) | Valdemar Magnusson (~1285-1318) | Valdemar Magnusson (~1285-1318) | Valdemar Magnusson (~1285-1318) |  |  | Kristina Torgilsdotter de 1302 à 1305 puis mariage annulé          | Kristina Torgilsdotter de 1302 à 1305 puis mariage annulé          | Kristina Torgilsdotter de 1302 à 1305 puis mariage annulé          | Kristina Torgilsdotter de 1302 à 1305 puis mariage annulé          | Kristina Torgilsdotter de 1302 à 1305 puis mariage annulé          | Kristina Torgilsdotter de 1302 à 1305 puis mariage annulé          |  |  | Rikissa Magnusdotter (sv) (~1285/1287-1348) | Rikissa Magnusdotter (sv) (~1285/1287-1348) | Rikissa Magnusdotter (sv) (~1285/1287-1348) | Rikissa Magnusdotter (sv) (~1285/1287-1348) | Rikissa Magnusdotter (sv) (~1285/1287-1348) | Rikissa Magnusdotter (sv) (~1285/1287-1348) |
|                                  |                                  |                                  |                                  |                                  |                                  |  |  |                                 |                                 |                                 |                                 |                                 |                                 |  |  |                                             |                                             |                                             |                                             |                                             |                                             |  |  |                                       |                                       |                                       |                                       |                                       |                                       |  |  |                                |                                |                                |                                |                                |                                |  |  |                                   |                                   |                                   |                                   |                                   |                                   |  |  |                                 |                                 |                                 |                                 |                                 |                                 |  |  |                                                                    |                                                                    |                                                                    |                                                                    |                                                                    |                                                                    |  |  |                                             |                                             |                                             |                                             |                                             |                                             |
|                                  |                                  |                                  |                                  |                                  |                                  |  |  |                                 |                                 |                                 |                                 |                                 |                                 |  |  |                                             |                                             |                                             |                                             |                                             |                                             |  |  |                                       |                                       |                                       |                                       |                                       |                                       |  |  |                                |                                |                                |                                |                                |                                |  |  |                                   |                                   |                                   |                                   |                                   |                                   |  |  |                                 |                                 |                                 |                                 |                                 |                                 |  |  |                                                                    |                                                                    |                                                                    |                                                                    |                                                                    |                                                                    |  |  |                                             |                                             |                                             |                                             |                                             |                                             |
|                                  |                                  |                                  |                                  |                                  |                                  |  |  |                                 |                                 |                                 |                                 |                                 |                                 |  |  | Magnus Birgersson (1300-1320)               | Magnus Birgersson (1300-1320)               | Magnus Birgersson (1300-1320)               | Magnus Birgersson (1300-1320)               | Magnus Birgersson (1300-1320)               | Magnus Birgersson (1300-1320)               |  |  | (?)                                   | (?)                                   | (?)                                   | (?)                                   | (?)                                   | (?)                                   |  |  | Magnus IV de Suède (1316-1374) | Magnus IV de Suède (1316-1374) | Magnus IV de Suède (1316-1374) | Magnus IV de Suède (1316-1374) | Magnus IV de Suède (1316-1374) | Magnus IV de Suède (1316-1374) |  |  | Euphémia de Suède (1317–1370)     | Euphémia de Suède (1317–1370)     | Euphémia de Suède (1317–1370)     | Euphémia de Suède (1317–1370)     | Euphémia de Suède (1317–1370)     | Euphémia de Suède (1317–1370)     |  |  |                                 |                                 |                                 |                                 |                                 |                                 |  |  | Ingeborg Eriksdatter de 1312 à 1318 (mort de son mari) (1297–1357) | Ingeborg Eriksdatter de 1312 à 1318 (mort de son mari) (1297–1357) | Ingeborg Eriksdatter de 1312 à 1318 (mort de son mari) (1297–1357) | Ingeborg Eriksdatter de 1312 à 1318 (mort de son mari) (1297–1357) | Ingeborg Eriksdatter de 1312 à 1318 (mort de son mari) (1297–1357) | Ingeborg Eriksdatter de 1312 à 1318 (mort de son mari) (1297–1357) |  |  |                                             |                                             |                                             |                                             |                                             |                                             |
|                                  |                                  |                                  |                                  |                                  |                                  |  |  |                                 |                                 |                                 |                                 |                                 |                                 |  |  | Magnus Birgersson (1300-1320)               | Magnus Birgersson (1300-1320)               | Magnus Birgersson (1300-1320)               | Magnus Birgersson (1300-1320)               | Magnus Birgersson (1300-1320)               | Magnus Birgersson (1300-1320)               |  |  | (?)                                   | (?)                                   | (?)                                   | (?)                                   | (?)                                   | (?)                                   |  |  | Magnus IV de Suède (1316-1374) | Magnus IV de Suède (1316-1374) | Magnus IV de Suède (1316-1374) | Magnus IV de Suède (1316-1374) | Magnus IV de Suède (1316-1374) | Magnus IV de Suède (1316-1374) |  |  | Euphémia de Suède (1317–1370)     | Euphémia de Suède (1317–1370)     | Euphémia de Suède (1317–1370)     | Euphémia de Suède (1317–1370)     | Euphémia de Suède (1317–1370)     | Euphémia de Suède (1317–1370)     |  |  |                                 |                                 |                                 |                                 |                                 |                                 |  |  | Ingeborg Eriksdatter de 1312 à 1318 (mort de son mari) (1297–1357) | Ingeborg Eriksdatter de 1312 à 1318 (mort de son mari) (1297–1357) | Ingeborg Eriksdatter de 1312 à 1318 (mort de son mari) (1297–1357) | Ingeborg Eriksdatter de 1312 à 1318 (mort de son mari) (1297–1357) | Ingeborg Eriksdatter de 1312 à 1318 (mort de son mari) (1297–1357) | Ingeborg Eriksdatter de 1312 à 1318 (mort de son mari) (1297–1357) |  |  |                                             |                                             |                                             |                                             |                                             |                                             |

## Sources
- Lucien Musset, Les Peuples scandinaves au Moyen Âge, Paris, Presses universitaires de France, 1951, 342 p. (OCLC 3005644)
- Corinne Péneau (trad. du suédois), Erikskrönika, Paris, Publications de la Sorbonne, 2005, 258 p. (ISBN 2-85944-524-2, OCLC 60760032, lire en ligne)
- (no) Halvard Bjørkvik, « Erik Magnusson », Norsk biografisk leksikon, consulté le 5 octobre 2013.